# Forsmo
Forsmo is een plaats in de gemeente Sollefteå in het landschap Ångermanland en de provincie Västernorrlands län in Zweden. De plaats heeft 166 inwoners (2005) en een oppervlakte van 39 hectare.
Langs en door Forsmo lopen vele sneeuwscooterpaden in diverse richtingen. Zo kun je gemakkelijk naar Sollefteå, Långsele, Resele en Näsåker vanuit Forsmo.
Het dorp wordt gescheiden door de rivier de Ångermanälven. Zo is er een noordelijk deel en een zuidelijk deel. Waarbij de meeste mensen wonen in het zuidelijke deel. Een verbinding tussen de beide delen van het dorp is de brug over de rivier bij Ed.
Bij de bekende spoorbrug over de rivier ligt ook een waterkrachtcentrale in de rivier. Deze maakt deel uit van de 16 waterkrachtcentrales die in de gemeente Sollefteå in de grote rivieren liggen.
Aan de rand van de rivier en langs de beken rondom Forsmo zijn vele sporen van bevers te vinden. In de winter van 2011/12 waren ze vooral actief aan de rand van het zuidelijke deel van het dorp. Iets buiten het dorp zijn vele oude burchten te vinden in de bossen.

## Verkeer en vervoer
Bij de plaats loopt de Riksväg 90.
De spoorlijnen Stambanan genom Norrland en spoorlijn Forsmo - Hoting lopen door de plaats en er is een treinstation in de plaats. De spoorlijn Stambanan genom Norrland wordt bereden door zowel elektrisch bedreven locomotieven als ook door diesellocomotieven. Het spoor in westelijke richting is niet geëlektrificeerd, het spoor in noordwestelijke richting is volledig geëlektrificeerd. Net buiten het station Forsmo splitst de dieselspoorlijn zich af van het geëlektrificeerde spoor. Het station wordt veel gebruikt om treinen opnieuw samen te stellen en ook worden er wel wagons geladen met bomen die met vrachtwagens zijn aangevoerd. Er is ook een schotteropslag bij het station.